# Erythraea Fossa
Erythraea Fossa és una estructura geològica del tipus fossa a la superfície de Mart, situada amb el sistema de coordenades planetocèntriques a -26.9 ° de latitud N i 330.49 ° de longitud E. Fa 155.19 km de diàmetre. El nom va ser fet oficial per la UAI l'any 1976 i pren el nom d'una característica d'albedo.